# اختبار مانتو

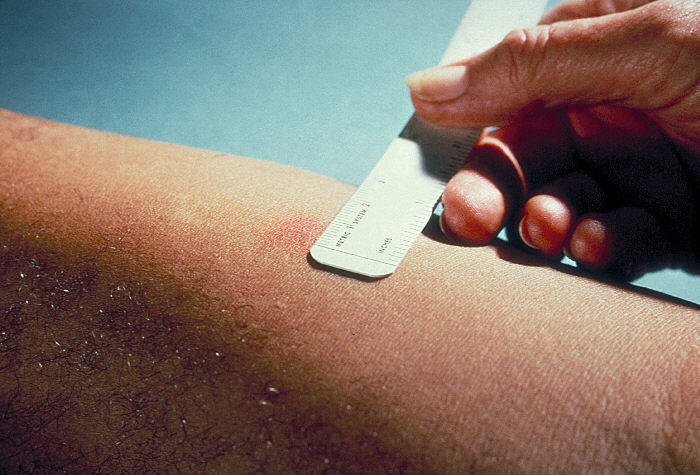
قياس قُطر الجساوة بعد مُرور 48-72 ساعة بعد الحقن.

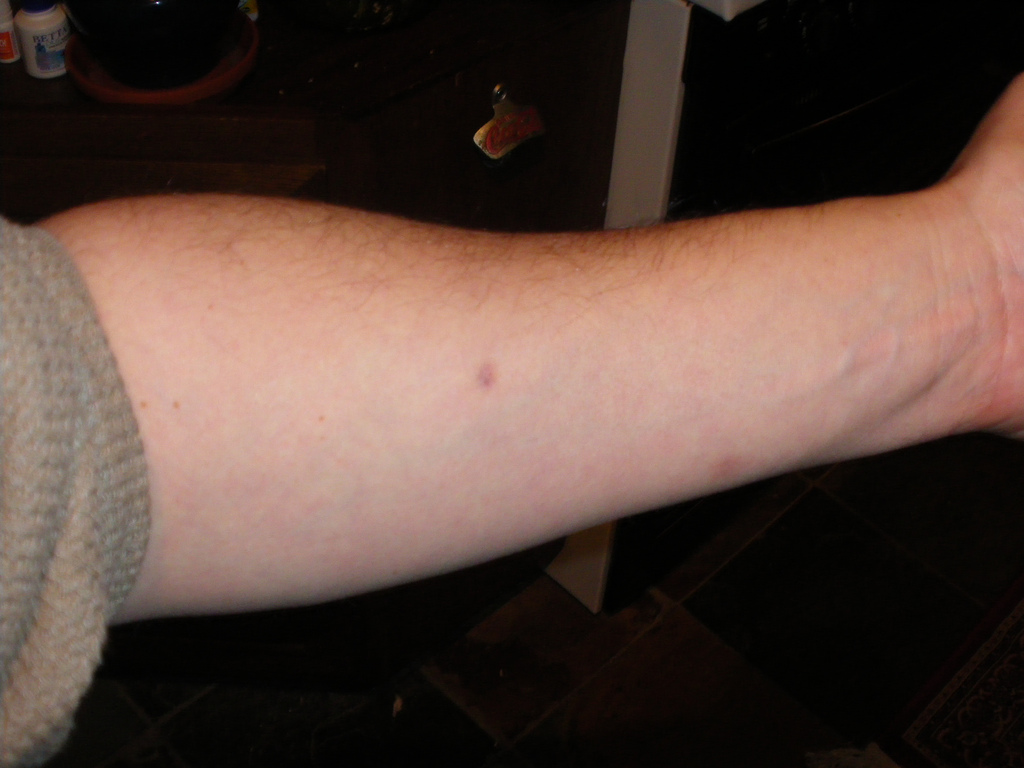
إجراء اختبار مونتو لشخص من دون ظُروف مُزمنة ولا يندرج ضمن مجموعة المخاطر السريرية العالية، وتم تشخيص الاختبار سلبي بعد 50 ساعة من الحقن.

اختبار مانتو (بالإنجليزية: Mantoux test)‏ يُستخدم لتشخيص مرض السل، ويتم عن طريق حقن خمسة وحدات (0.1 مللتر) من التوبركولين داخل الأدمة، وتقرأ بعد الحقن ب 48 إلى 72 ساعة، من خلال قياس قطر الجَساوَة(المنطقة المُتَيَبِّسة المرتفعة) في مكان الحقن في الساعد، ويدل ظهور الجساوة على أن الفحص إيجابي، وفي حال ظهور إحمرار في مكان الحقن، يجب عدم قياسه وهذا يعني أن الفحص غير إيجابي.